# Манос Катракіс
Манос Катракіс (*14 серпня 1908, Кіссамос, Крит — †3 вересня 1984, Афіни) — грецький актор.

## Біографія
Він був наймолодшим з п'яти дітей Хараламбоса Катракіса та Іріні Катракі. Коли йому виповнилось 10 років, родина переїхала з Криту в Афіни, де його батько знайшов роботу. Старший брат Янніс Катракіс емігрували до Північної Америки.
Манос Катракіс у ранні роки грав у футбол за команду «Атінаїкос» та інші клуби.
1928 року разом з актором та одночасно режисером Костасом Лелудасом, Катракіс знявся у своєму першому фільмі. Пізніше працював у Національному театрі і в 1930-ті роки. Товаришував із Дімітрісом Мітропулосом, Спіросом Василіу. У віці 35 років одружився з Анною Лорі.
Під час подій грецької громадянської війни 1946—1949 років він був засланий на острів Макронісос. У 1950 році повернувся в Афіни, однак майже не мав роботи. У 1954 році він одружився зі своєю третьою і останньою дружиною на ім'я Лінда Альма (псевдонім Елені Маліуфа).
Манос Катракіс був затятим курцем впродовж більшої частини свого життя, що у кінцевому підсумку призвело до його смерті. Незадовго до своєї смерті, він знімав свій останній і найкращий фільм «Подорож до Кітіри» із режисером Тео Ангелопулосом.
У 2009 році Грецька пошта видала поштову марку номіналом €0,01 на честь Маноса Катракіса.

## Фільмографія
- Το λάβαρο του '21 (1929)
- Έτσι κανείς, σαν αγαπήσει (1931)
- Ο αγαπητικός της βοσκοπούλας (1932)
- Καταδρομή στο Αιγαίο (1946)
- Μαρίνος Κονταράς (1948)
- Εύα (1953)
- Μαγική πόλις (1954)
- Ο δρόμος με τις ακακίες (1956)
- Φλογέρα και αίμα (1961)
- Αντιγόνη (1961)
- Συνοικία το όνειρο (1961)
- Ηλέκτρα (1962)
- Τα κόκκινα φανάρια (1963)
- Ένας ντελικανής (1963)
- Ο αδελφός Άννα (1963)
- Το χώμα βάφτηκε κόκκινο (1964)
- Ενωμένοι στη ζωή και στο θάνατο (1964)
- Προδοσία (1964)
- Διωγμός (1964)
- Ιστορία μιας ζωής (1965)
- Σπαραγμός (1965)
- Το μπλόκο (1965)
- Το χώμα βάφτηκε κόκκινο (1965)
- Κατηγορώ τους ανθρώπους (1966)
- Ο κατατρεγμένος (1966)
- Έρωτας στην καυτή άμμο (1966)
- Τώρα που φεύγω απ' τη ζωή (1966)
- Δάκρυα για την Ηλέκτρα (1966)
- Αιχμάλωτοι του πεπρωμένου (1966)
- Κοντσέρτο για πολυβόλα(1967)
- Ο δραπέτης (1967)
- Ο Λαμπίρης εναντίων παρανόμων (1967)
- Ξεριζωμένη γενιά (1968)
- Θα κάνω πέτρα την καρδιά μου (1968)
- Η λυγερή (1968)
- Ας με κρίνουν οι γυναίκες (1968)
- Το κανόνι και τ' αηδόνι (1968)
- Η καρδιά ενός αλήτη (1968)
- Η λεωφόρος της προδοσίας (1969)
- Κυνηγημένη προσφυγοπούλα (1969)
- Κακός, ψυχρός κι ανάποδος (1969)
- Ο πρόσφυγας (1969)
- Για την τιμή και τον έρωτα (1969)
- Η σφραγίδα του Θεού (1969)
- Η ζούγκλα των πόλεων (1970)
- Ορατότης μηδέν (1970)
- Κατηγορώ τους δυνατούς (1970)
- Εσένα μόνο αγαπώ (1970)
- Αυτοί που μίλησαν με τον θάνατο (1970)
- Κατάχρησις εξουσίας (1971)
- Με φόβον και πάθος (1972)
- Αντάρτες των πόλεων (1972)
- Η δίκη των δικαστών (1974)
- Κραυγή γυναικών (1978)
- Ελευθέριος Βενιζέλος: 1910-1927 (1980)
- Ο άνθρωπος με το γαρίφαλο (1980)
- Τα χρόνια της θύελλας (1984)
- Ταξίδι στα Κύθηρα (1984)